# Gonodontodes dispar
Gonodontodes dispar är en fjärilsart som beskrevs av George Francis Hampson 1913. Gonodontodes dispar ingår i släktet Gonodontodes och familjen nattflyn. Inga underarter finns listade i Catalogue of Life.